# Dead Trigger 2
Dead Trigger 2 (litt. « Gâchette défectueuse ») est un jeu vidéo de tir à la première personne (FPS) de type survival horror, centré sur le thème des zombies. Développé et édité par Madfinger Games, il est sorti le 23 octobre 2013 sur Android et iOS et le 20 février 2014 sur Facebook. Il est uniquement jouable en mode solo. 
Suite de Dead Trigger, Dead Trigger 2 a été présenté au cours du CES 2013 par Nvidia en tant que première démo technologique pour son prochain système mobile sur puce Tegra 4, ; Slide to Play et Android Police ont comparé la qualité graphique à celle de la Xbox 360 et de la PlayStation 3. 
Comme son prédécesseur, Dead Trigger 2 a été conçu avec le moteur de jeu Unity. Respectant le modèle économique free-to-play, les microtransactions sont incluses dans le produit final, mais les développeurs ont testé le jeu sans achats intégrés dans le but de s'assurer que le gameplay de base fonctionnerait sans eux.
Unkilled (2015) est considéré comme la suite de Dead Trigger 2.

## Gameplay
Dead Trigger 2 est un jeu vidéo de tir à la première personne (FPS) sur le thème des zombies, combinant horreur, survie, jeu de rôle et action dans un univers post-apocalyptique. Disponible sur les plateformes iOS, Android, et récemment sur Windows Phone 8.1, ce jeu fonctionne sur le moteur Unity. Il propose un système de progression, de nombreux environnements, des armes à débloquer et à améliorer, ainsi que divers types de missions basées sur une histoire et des modes de jeu rapide.
Contrairement aux jeux de tir zombies mobiles traditionnels avec un gameplay sur rails, Dead Trigger 2 offre un contrôle libre des mouvements du personnage, similaire aux FPS sur console ou PC. Le jeu offre deux options de contrôle distinctes : avec les commandes par défaut, le joueur vise les zombies, les armes tirant automatiquement lorsque le réticule (crosshair) se trouve sur un ennemi. Le mode de contrôle avancé permet au joueur de tirer en appuyant sur un bouton et de viser avec précision en utilisant un autre bouton.
Le gameplay consiste généralement à atteindre divers objectifs tout en éliminant des zombies, avec parfois pour seul objectif d'en tuer le plus possible. Il existe également un mode avec une vague infinie de zombies dans l’arène de la mort, ainsi que différentes campagnes et tournois. Le joueur dispose d'une quantité limitée de santé, qui se renouvelle au début de chaque mission. La santé diminue lorsque le joueur est touché par des zombies ou exposé à des dangers environnementaux comme les radiations. Elle peut être récupérée en prenant des pilules de guérison ou en obtenant un bonus de santé que certains zombies spéciaux laissent derrière eux après avoir été éliminé.
Les ennemis se présentent sous deux formes : les zombies standards et les zombies spéciaux. Les zombies standards se déplacent habituellement lentement et attaquent principalement avec leurs bras, même si certains peuvent sprinter ou utiliser des armes de mêlée pour augmenter les dégâts infligés. À l'inverse, les zombies spéciaux se différencient par leurs caractéristiques uniques et leurs apparences distinctes. Ils sont plus redoutables et demandent plus d'efforts pour les éliminer. En les éliminant, ils laissent fréquemment tomber des schémas d'armes. Une fois ces schémas collectés et assemblés, ils permettent de fabriquer de nouveaux équipements : armes à feu, armes blanches, explosifs, tourelles, etc. Ils peuvent également laisser des sommes d’argent supérieures à la moyenne, voire parfois des bonus de santé.
Le joueur peut équiper deux armes principales, une arme de mêlée, ainsi que jusqu'à trois types d'objets de secours et de soutien, tels que des pilules de santé, des grenades, des mines, des tourelles de défense automatiques...
Le scénario de Dead Trigger 2 comprend cinq campagnes principales, chacune se déroulant sur un continent différent :
1. Campagne aux États-Unis
2. Campagne en Afrique
3. Campagne en Chine
4. Campagne en Europe
5. Campagne en Amérique du Sud

## Accueil
Dead Trigger 2 a été très bien accueilli par les critiques, obtenant une note de 77 sur 100 sur Metacritic, basée sur 12 critiques. 
Il enregistre plus de 100 millions de téléchargements.